# Lago Asador
El Lago Asador (también llamado Guitarra) es un lago en la Argentina. Se encuentra ubicado en el departamento Río Chico, en el centro-norte de la provincia de Santa Cruz, Patagonia.

## Geografía
El lago es alargado de oeste a este. Su superficie se encuentra a una altitud de 1.120 metros. Cubre un área de aproximadamente 25 km². Se alimenta principalmente por nieve derretida y el hielo de la ladera sureste del Cerro Belgrano (1.961 metros de altura). El lago se encuentra a 40 kilómetros del Lago Belgrano.
El lago es el centro de un sistema endorreico, que incluye él mismo, su corto e intermitente emisario, y su descarga en una laguna que recoge el exceso de agua durante las inundaciones.
Su emisario, que comienza en su extremo oriental, es intermitente. Durante las inundaciones (generalmente primavera), elimina el agua de la inundación del lago Asador a una laguna salada grande, por lo general seca, que encuentra a un cuarto kilómetros hacia el este. Este sistema permite el vaciado regular de la laguna, y así evitar la sal se acumule.